# Оттон (герцог Нижньої Лотарингії)
Оттон II (нім. Otto von Niederlothringen, фр. Otton de Basse-Lotharingie; між 970 та 975 — між 1005 та 1012) — 2-й герцог Нижньої Лотарингії в 993/995—1005/1012 роках. Один з останніх представників династії Каролінгів.

## Життєпис
Старший син Карла I, герцога Нижньої Лотарингії. Народився десь між 970 і 975 роками. У 987 році, коли батько почав боротьбу за французьку корону, залишився намісником в Нижній Лотарингії. Став її фактичним правителем після полону батька 991 року. Отримав титул герцога після смерті Карла I, що сталася між 993 та 995 роками.
На відміну від батька не намагався оскаржувати права Капетингів на французький трон. Як стриєчний брат імператора Оттона III, був вірним васалом. Брав участь в поході останнього до Італії 1002 року, під час якої імператор помер. Супроводжував потім тіло до Аахена.
Точна дата смерті невідома: за різними відомостями, це сталося 1005, 1006 або близько 1012 року. Оскільки Оттон не мав дітей, новим герцогом Нижньої Лотарингії було призначено Готфріда Верденського.